# 구화법
구화법(口話法,Oralism)은 청각장애인이 독순술을 써서 음성언어로 소통하는 것이며, 교육 이념의 측면에서는 구화주의(口話主義,Oralism)이라고 한다. 반대말은 수화법이다. 농교육에서 구화법이 좋으냐 수화법이 좋으냐는 것은 큰 논쟁이다.